# Telepacífico
Telepacífico es un canal de televisión abierta colombiano, lanzado el 3 de julio de 1988. Fue el tercer canal de índole regional del país, después de Teleantioquia, creado en 1985 y de Telecaribe creado en 1986.
Si bien el canal pertenece al Estado, son entidades públicas y privadas las que producen, comercializan y alquilan los espacios de la programación. Su señal cubre los departamentos de la región pacífica colombiana como: Valle del Cauca, Chocó, Cauca y Nariño, aunque se puede verse vía satélite desde 1996. Su sede de operaciones se encuentra en la ciudad de Cali.

## Historia
El canal fue fundado el 25 de julio de 1986 e inició sus transmisiones el 3 de julio de 1988, bajo la dirección de Amparo Sinisterra de Carvajal.

## Programación
La programación del canal ha destacado por sus informativos, eventos especiales, documentales y educativos. 
Anteriormente Telepacífico se emitían los programas de la Voz de América como El Mundo Al Día.

### Educativos
Contaba con el programa EDUCA TV, que fue emitía desde 2001 hasta el 2005, y que fue tomado por el Ministerio de Educación como modelo nacional. 

### Informativos
Cuenta con su noticieros como Telepacifico Noticias que se emite en varias ediciones diarias y el Noticiero 90 Minutos que se emite de lunes a viernes a la 1:00 pm. Anteriormente se emitía los noticieros como Noticiero +Pacifico que se emitía los fines de semana y festivos en la tarde y en la noche, Noticias CVN que se emitía de lunes a viernes a las 6:30 pm y el Noticiero Noti 5 (1988-2024) que se emitía de lunes a viernes a las 8:35 pm.

### Premios y reconocimientos
Los programas del canal han recibido diversos reconocimientos, nacionales e internacionales, gracias a sus producciones educativas, documentales y periodísticas.